# Tritoqualin
Tritoqualin ist ein Arzneistoff, der das Enzym Histidindecarboxylase hemmt und deshalb zu den atypischen Antihistaminika zählt. Allerdings hat dieser keine sedierende Wirkung und weist zudem einen hemmenden Einfluss auf die Mastzellendegranulation auf. Er kann zur Behandlung von Nesselsucht, der allergischen Rhinitis und bei akuten, chronischen Ekzemen sowie allergisch bedingten asthmoiden Zuständen unterstützend angewandt werden. Der Arzneistoff ist im Ersten Trimenon sowie bei Typ-1-Diabetes kontraindiziert und in Deutschland derzeit außer Handel.

## Handelsnamen
Monopräparate
Inhibostamin (D, außer Handel)